# Albert Warner
Albert Warner (ur. 23 lipca 1884 w Krasnosielcu, zm. 26 listopada 1967 w Miami Beach) – amerykański filmowiec żydowskiego pochodzenia, urodzony w Polsce, jeden ze współzałożycieli wytwórni filmowej Warner Bros.

## Życiorys
Urodził się we wsi Krasnosielc na Mazowszu, w Królestwie Kongresowym, w ówczesnym zaborze rosyjskim. Był czwartym dzieckiem i drugim synem Beniamina Warnera (Wonsala) i Perły Eichelbaum, polskich Żydów. W październiku 1889 roku z matką i rodzeństwem, na parowcu Hermann z Bremy w Niemczech, przybył do Baltimore w stanie Maryland, na wschodnim wybrzeżu Stanów Zjednoczonych. Później przeprowadzili się do stanu Ohio.
Po kolejnej przeprowadzce do Pensylwanii zajął się w 1903 roku, razem z dwoma braćmi (Harrym i Samem), prowadzeniem tzw. kina nickelodeon (nazwa pochodzi od opłaty za wstęp w postaci pięciocentowej monety zwanej nickel). Cztery lata później zajęli się dystrybucją filmów. Do spółki dołączył także ich najmłodszy brat Jack, gdy osiągnął odpowiedni wiek. W 1912 roku rozpoczęli produkcję filmów. W 1918 roku zaczęli działać w Hollywood, gdzie założyli studio przy Sunset Boulevard. Sam i Jack przenieśli się do Kalifornii, a Albert i Harry pozostali na wschodzie kraju, aby zająć się dystrybucją filmów.
Albert Warner był skarbnikiem wytwórni do 1956 roku, kiedy to sprzedał swoje udziały w spółce. Zmarł w 1967 roku w Miami Beach na Florydzie, gdzie spędzał ostatnie lata swojego życia.